# توماس كريبس
توماس كريبس (بالإنجليزية: Thomas Cripps)‏ هو عسكري أمريكي، ولد في 29 نوفمبر 1840 في فيلادلفيا في الولايات المتحدة، وتوفي بنفس المكان في 8 ديسمبر 1906.